# Panonska jezera
Panonska jezera su slana umjetna jezera u Tuzli.
Prvo jezero je napravljeno 2003., drugo 2009., a treće 2012. godine. U kompleksu Panonskih jezera nalazi se i ljeta 2006. godine otvoren arheološki park Sojeničko neolitsko naselje, sportski tereni, slani slapovi te mnogi drugi sadržaji. Jezera se nalaze u samom središtu Tuzle svega nekoliko stotina metara od središnjeg gradskog trga. Jezera su jedna od brojnih slanih jezera u Europi.